# Obcina Mare
Koordinaten: 47° 40′ N, 25° 40′ O

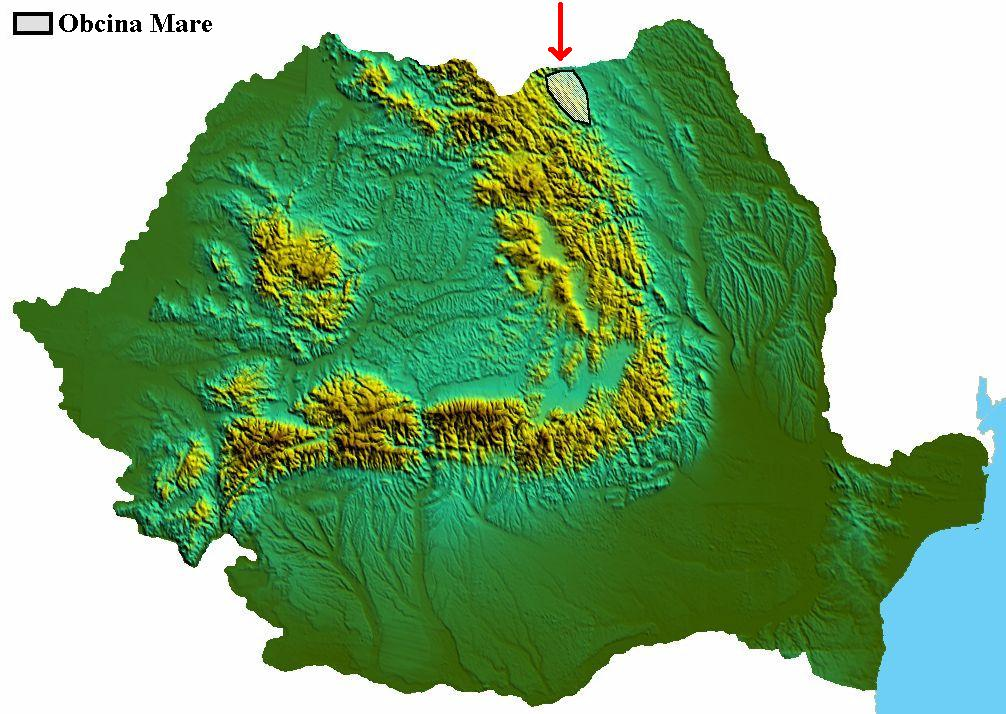
Obcina Mare in Rumänien

Die Obcina Mare ist ein Gebirgszug im Nordosten Rumäniens. Sie liegt im Kreis Suceava in der historischen Landschaft Bukowina und ist Teil der Äußeren Ostkarpaten. 

## Name
„Obcina“ kommt aus dem Slawischen und bedeutet „Gemeinde“ oder „Weidegemeinschaft“, während „Mare“ aus dem Rumänischen stammt und „groß“ heißt.

## Abgrenzung
Das Gebirge wird begrenzt
- im Norden vom Fluss Suceava,
- im Osten vom Bukowina-Hochland (Podișul Sucevei),
- im Süden vom Fluss Moldova,
- im Westen vom Fluss Moldovița.

Angrenzende Gebirge sind die Munții Stânișoarei im Süden, die Obcina Feredeului im Westen und die in der Ukraine gelegenen Pokuts'ko-Bukovins'ki Karpaty im Norden.

## Beschreibung

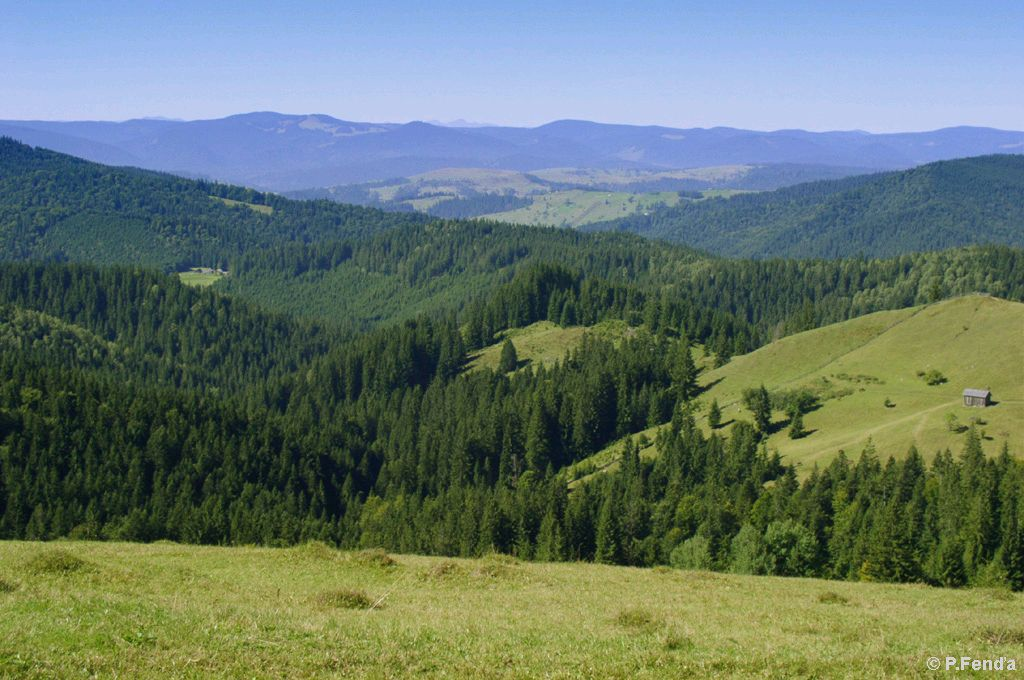
Obcina Mare, Blick vom Sattel Ciumârna (1109 m)

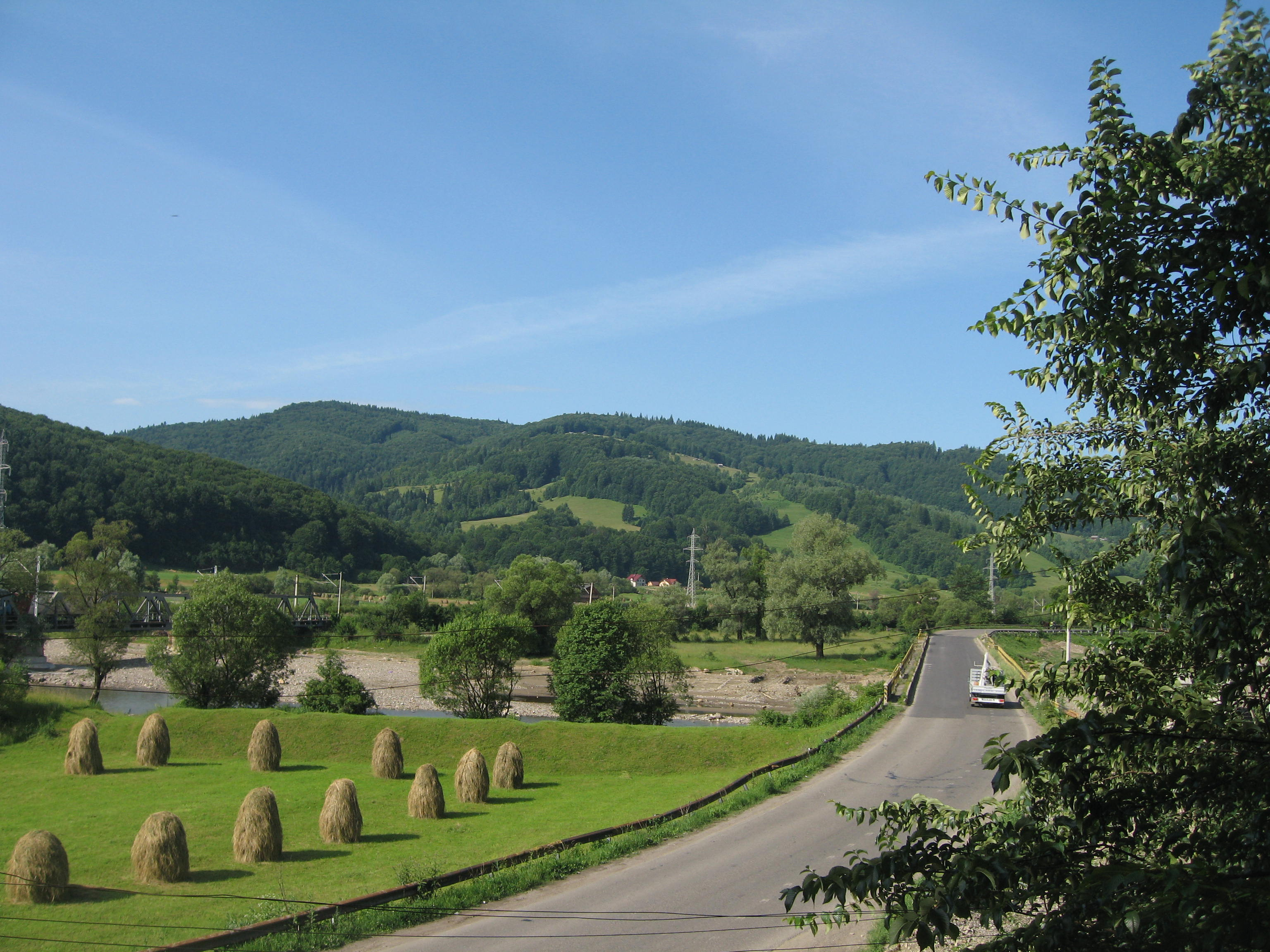
Tal der Moldova bei Gura Humorului

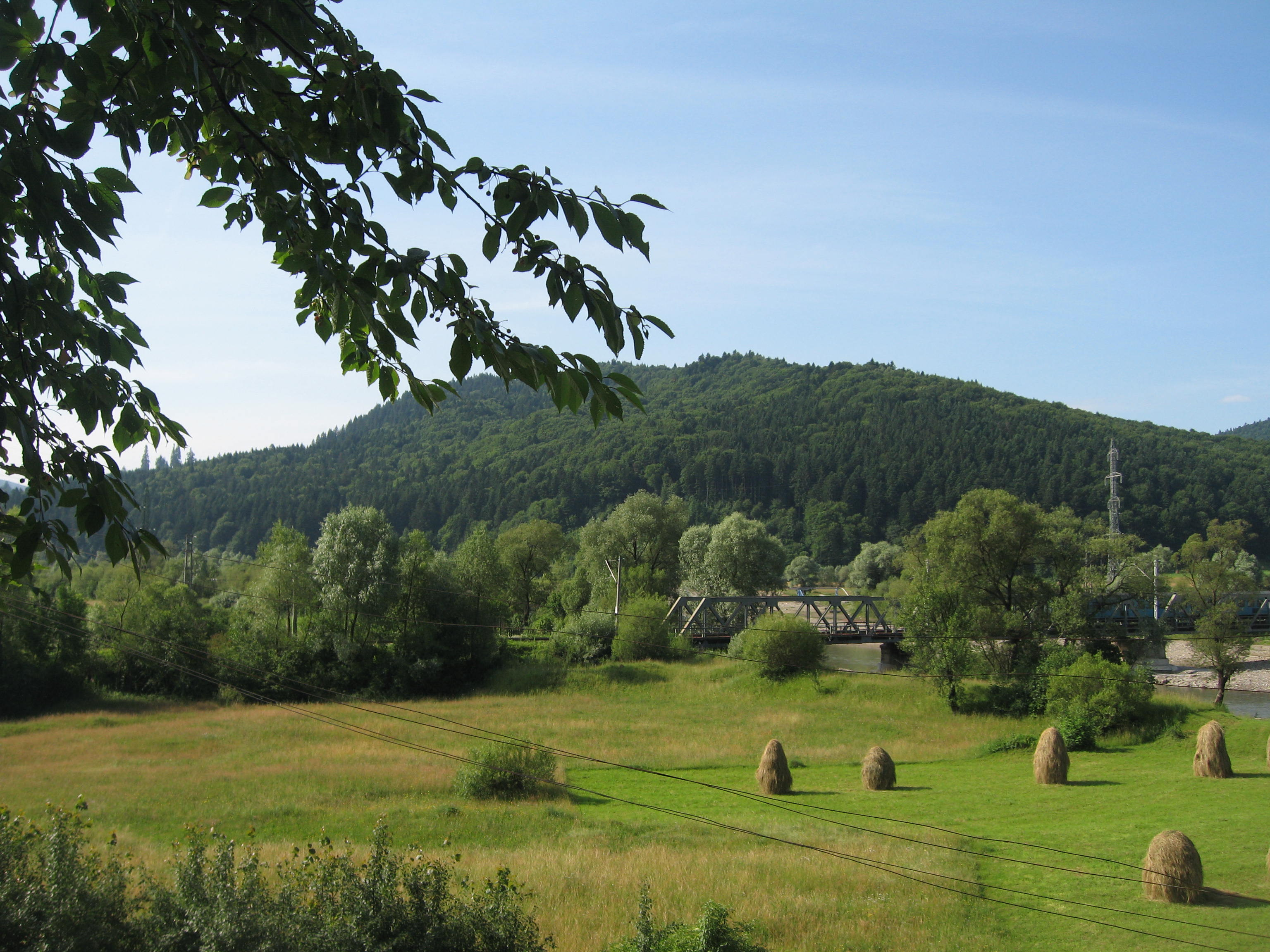
Tal der Moldova bei Gura Humorului

Der Hauptkamm des Gebirges verläuft in Nordwest-Südost-Richtung. Höchste Erhebung ist der 1223 m hohe Vârful Scorușet. 
Geologisch ist die Obcina Mare durch Flysch geprägt. Sie ist überwiegend bewaldet, wobei Fichten dominieren.

## Bevölkerung
Die Bukowina und auch die Obcina Mare sind seit mehreren hundert Jahren traditionell von Angehörigen verschiedener Völker besiedelt. Den größten Bevölkerungsanteil stellten und stellen die Rumänen. Einige Dörfer waren bis zum Ausbruch des Zweiten Weltkrieges rein oder überwiegend deutsch bewohnt (siehe Bukowinadeutsche). Während Deutsche und die früher ebenfalls zahlreich vertretenen Juden kaum noch anzutreffen sind, lebt in der Region der Obcina Mare weiterhin eine größere Anzahl Polen und Ukrainer, seltener auch Russen, Ungarn und Slowaken.

## Wirtschaft
Die Obcina Mare ist geprägt von der Forst- und Viehwirtschaft. In den Städten am Rand des Gebirges gibt es auch Industriebetriebe. Eine zunehmende Rolle spielt der Tourismus, insbesondere im Umfeld der Moldauklöster.

## Verkehr
Am Südrand des Gebirges verläuft die Haupt-Eisenbahnstrecke Dărmănești–Câmpulung Moldovenesc. Anschluss an diese Trasse haben die Bahnlinien Suceava–Putna im Norden und Vama–Moldovița im Westen. 
Durch die Obcina Mare führt lediglich eine asphaltierte Straße (Rădăuți–Vatra Moldoviței); alle übrigen Wege sind unbefestigt. Dagegen sind die umliegenden Ortschaften gut erreichbar.

## Sehenswürdigkeiten
- Moldauklöster in Sucevița, Mănăstirea Humorului, Moldovița und Putna
- „Salzquellen“ Slatina Mare bei Solca

## Einige Ortschaften im Gebirge und in der Umgebung
- Gura Humorului
- Rădăuți
- Solca
- Marginea
- Brodina

## Orte mit deutscher Siedlungsgeschichte
- Karlsberg (Gura Putnei)
- Fürstenthal (Voivodeasa)
- Buchenhain (Poiana Micului)